# Microsoft TechNet

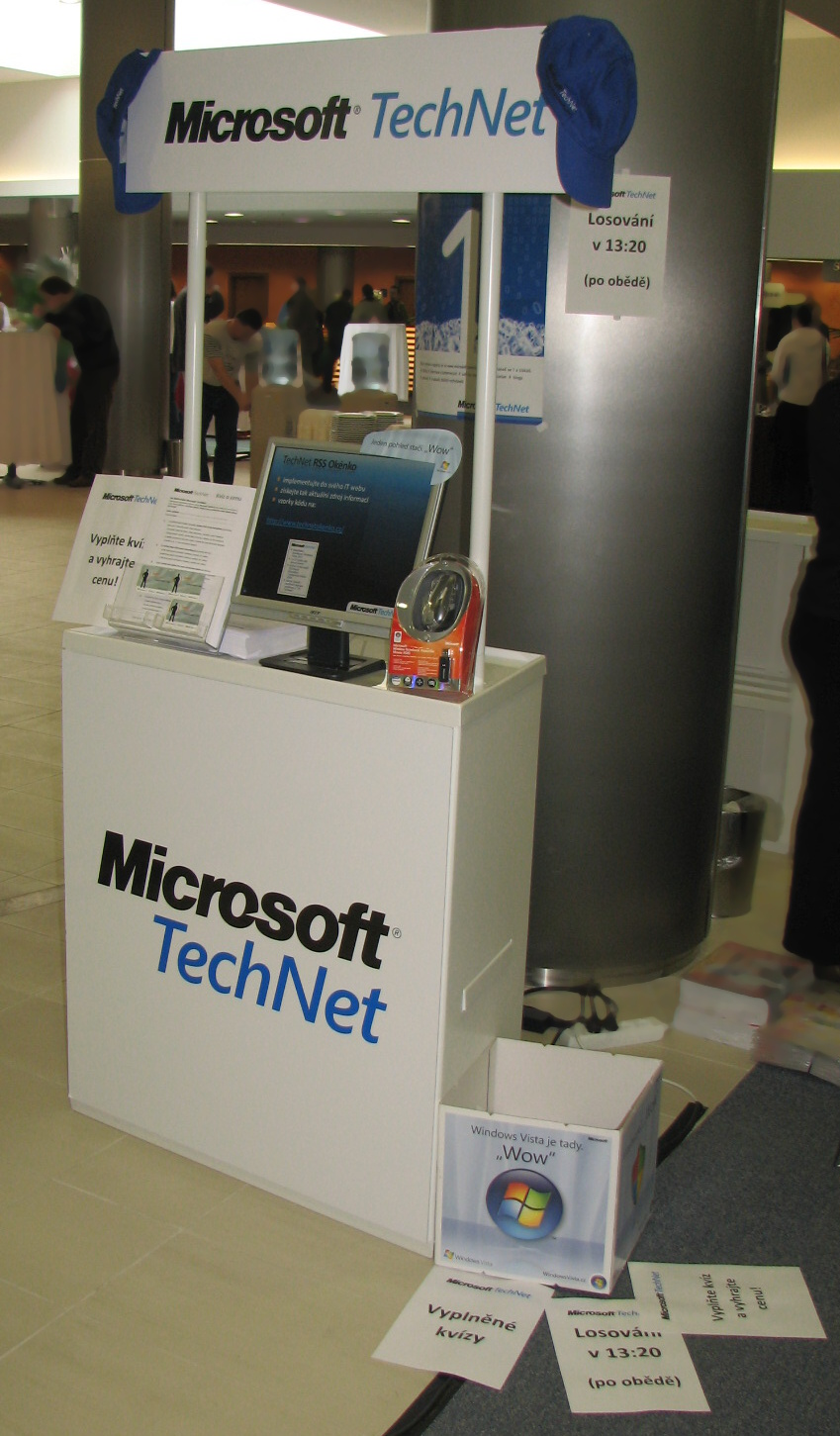
Stánek Microsoft TechNet na Technologickém launchi, Praha, duben 2008

Microsoft TechNet byl webový portál a webová služba společnosti Microsoft, která zahrnovala rozsáhlé zdroje technických informací určených pro IT odborníky. Součástí programu byl především TechNet Web, TechNet Blog CZ/SK, elektronický měsíčník TechNet Flash zpravodaj, videozáznamy z akcí TechNet Spotlight! a komunitní TechNet Fóra. Většina služeb byla poskytována zdarma, výjimku tvořila pouze služba TechNet Subscription Plus, která za roční poplatek poskytovala neomezený přístup do archivu software společnosti Microsoft za účelem testování.
V roce 2016 společnost Microsoft představila novou platformu pro technickou dokumentaci, Microsoft Docs , která měla nahradit knihovny TechNet a MSDN.
V lednu 2020 byl globální webový portál Microsoft TechNet přenesen na webový portál Microsoft Docs.
Od roku 2022 se Microsoft Docs a tedy i původní služba TechNet stala součástí webové služby nazvanou Microsoft Learn.

## TechNet Blog CZ/SK
TechNet Blog CZ/SK je skupinový blog technických lidí společnosti Microsoft a externistů v České republice a na Slovensku. Na blogu vycházejí pravidelně články o technických novinkách, aktualitách a komunitních akcích. Nechybí ani pohledy do zákulisí a páteční odlehčený post „Co IT-týden dal“. Tento skupinový blog vycházel od února 2006 do roku 2019 na původním webu https://learn.microsoft.com/en-us/archive/blogs/technetczsk/. Od roku 2019 byl uveden do provozu nový webový portál s odlišnou webovou adresou. Portál je nyní dostupný na webové adrese https://www.mspro.cz

## TechNet Flash zpravodaj
TechNet Flash byl elektronický měsíční zpravodaj vydávaný v českém jazyce. Každé vydání zpravodaje obsahovalo tematické články od českých a slovenských autorů, pozvánky na odborné konference a komunitní akce, informace o nových videozáznamech, software ke stažení a mnohé další. K odběru zpravodaje se bylo zdarma možné přihlásit pomocí Windows Live ID.

## Channel 9 CZ/SK Videa (dříve MSTV.CZ)
Channel 9 CZ/SK videa (MSTV.cz) umožňuje zhlédnout a stáhnout si instruktážní videa k produktům a technologiím, a také videozáznamy z největších IT akcí společnosti Microsoft.

## TechNet Subscription Plus
TechNet Subscription Plus byla jediná placená služba patřící pod Microsoft TechNet. Předplatitelé služby TechNet Subscription Plus měli neomezený přístup k plným verzím softwaru společnosti Microsoft (aktuální operační systémy, servery, aplikace a řešení Microsoft Dynamics ve všech dostupných jazykových lokalizacích) pouze pro účely testování. Mezi další výhody patřily elektronické kurzy a incidenty technické podpory zdarma. Tato služba byla určena pro IT odborníky, neobsahovala tedy vývojářské nástroje, které bylo možné získat v rámci MSDN Subscription.
Od 31. srpna 2013 se společnost rozhodla ukončit provozování této služby uživatelům.

## TechNet RSS Okénko
TechNet RSS Okénko byla miniaplikace napsaná v jazyce JavaScript, která umožňovala zájemcům vložit si do svých webových stránek RSS čtečku, která zobrazuje nejnovější články na TechNet Blogu CZ/SK bez znalosti programování. Na českých a slovenských IT webech bylo dříve provedeno přes 40 implementací TechNet RSS Okénka.
Poznámka: Ochrannou známku Technet drží v České republice MAFRA a.s. pro stejnojmenný internetový zpravodajský server Technet.cz.